# Harror
Harror är en sjö i Sorsele kommun i Lappland och ingår i Umeälvens huvudavrinningsområde. Sjön har en area på 0,358 kvadratkilometer och ligger 684 meter över havet. Harror ligger i Vindelfjällen Natura 2000-område.
Namnet är samiskt och kan på svenska översättas med Harrsjön.

## Delavrinningsområde
Harror ingår i det delavrinningsområde (729053-153949) som SMHI kallar för Inloppet i Rakkosjön. Medelhöjden är 663 meter över havet och ytan är 40,69 kvadratkilometer. Det finns inga avrinningsområden uppströms utan avrinningsområdet är högsta punkten. Dergabäcken (Rakkobäcken) som avvattnar avrinningsområdet har biflödesordning 3, vilket innebär att vattnet flödar genom totalt 3 vattendrag innan det når havet efter 334 kilometer. Avrinningsområdet består mestadels av skog (62 procent) och sankmarker (26 procent). Avrinningsområdet har 1,55 kvadratkilometer vattenytor vilket ger det en sjöprocent på 3,8 procent.